# 2106 Hugo
För andra betydelser, se Hugo (olika betydelser).
2106 Hugo eller 1936 UF är en asteroid i huvudbältet, som upptäcktes den 21 oktober 1936 av den franska astronomen Marguerite Laugier i Nice. Den har fått sitt namn efter den franske författaren Victor Hugo.
Asteroiden har en diameter på ungefär 16 kilometer.